# Santuario della Madonna delle Grazie (Calangianus)
Il santuario della Madonna delle Grazie è una chiesa campestre situata a Calangianus, dedicata alla Madonna delle Grazie.

## Descrizione
Sorge nei pressi della località Puzzu di rana, nell'omonimo parco di fitte sugherete, in un tipico paesaggio gallurese.
Di importanti dimensioni e completamente granitica, fu ricostruita nel 1904 sul sito - chiamato allora Canna de padru - dove sorgeva un'antica chiesa risalente al 1624 dedicata alla Madonna delle Grazie ed a San Paolo Eremita. La chiesa è composta in un'unica navata, con un altare monumentale poggiato a parete, contenente tre nicchie con tre statue.
La facciata principale presenta un grande portale ligneo, sormontato da un arco ed un balcone, sormontati a loro volta da un campanile a vela.

## Eventi
- L'ultimo sabato di agosto, al parco delle Grazie, viene organizzata la sagra "dell'Agliola", nella quale sono serviti pranzo e cena gratis a base di pecora in cappotto. Durante la giornata si tiene da anni il Trofeo l'Agliola, una gara di corsa a livello regionale.[3]
- La terza domenica di aprile si festeggia la ricorrenza alla Madonna delle Grazie.

## Galleria d'immagini

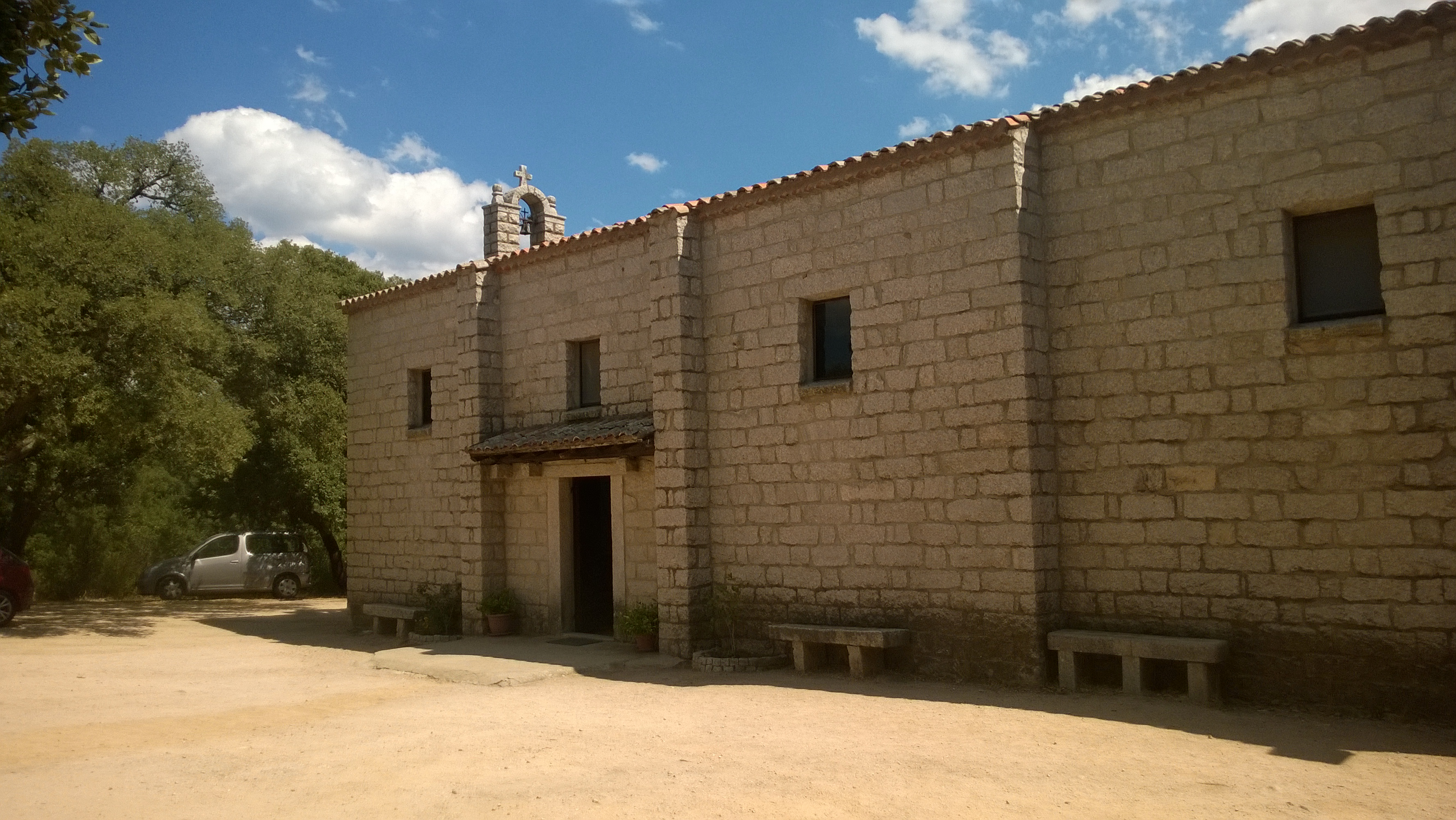
Facciata laterale del santuario.
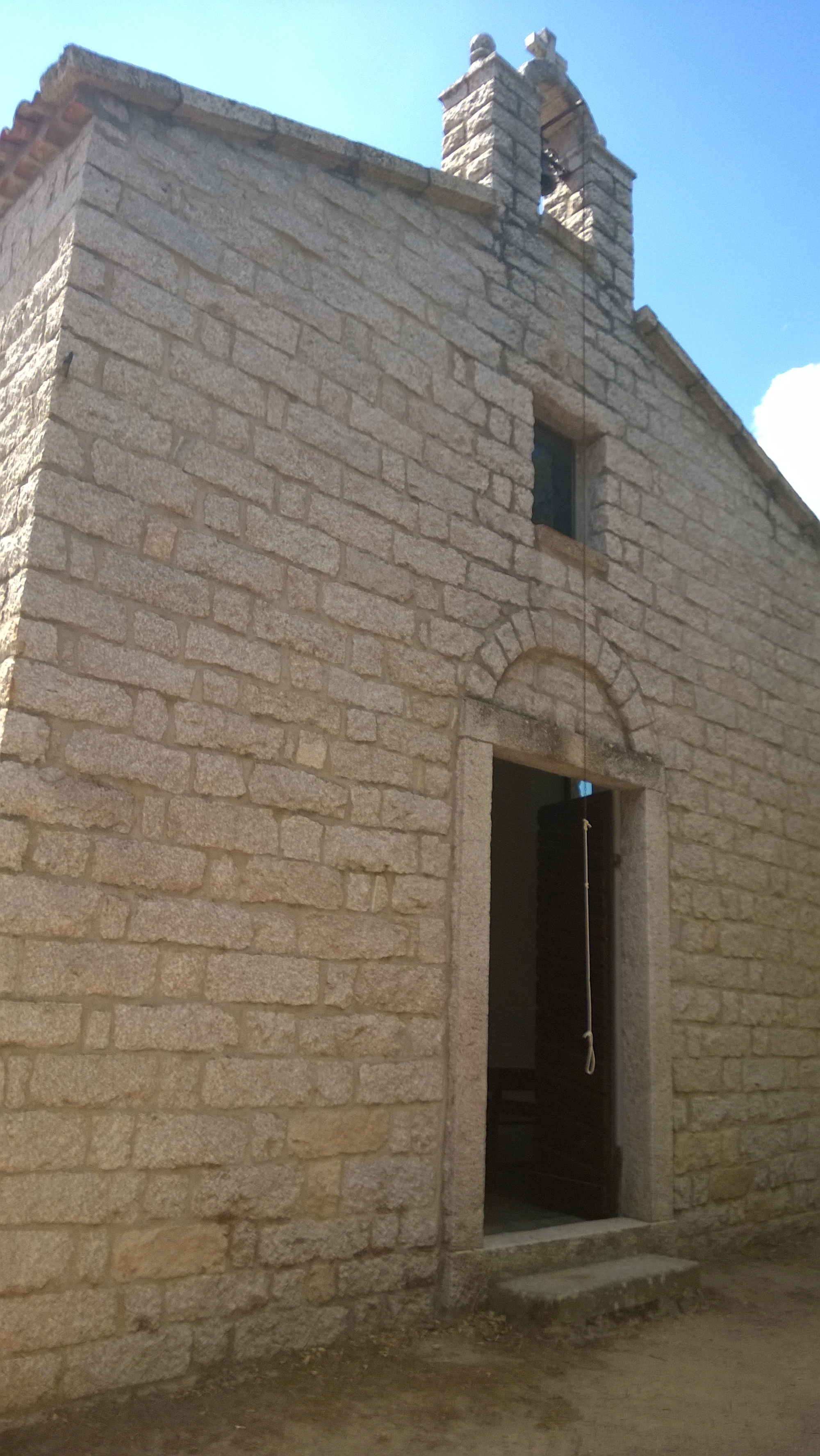
Facciata principale del santuario.
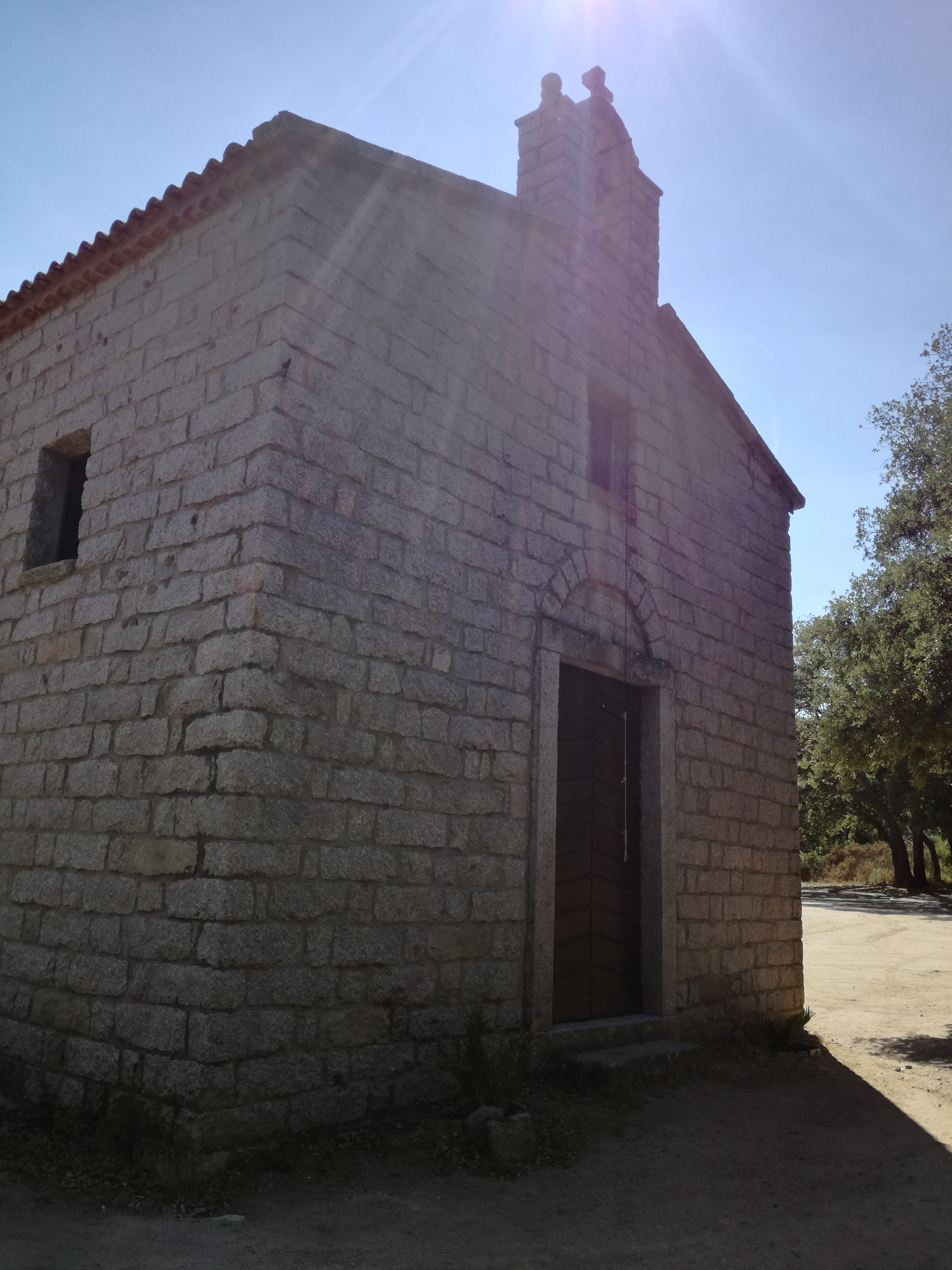
Facciata principale del santuario.
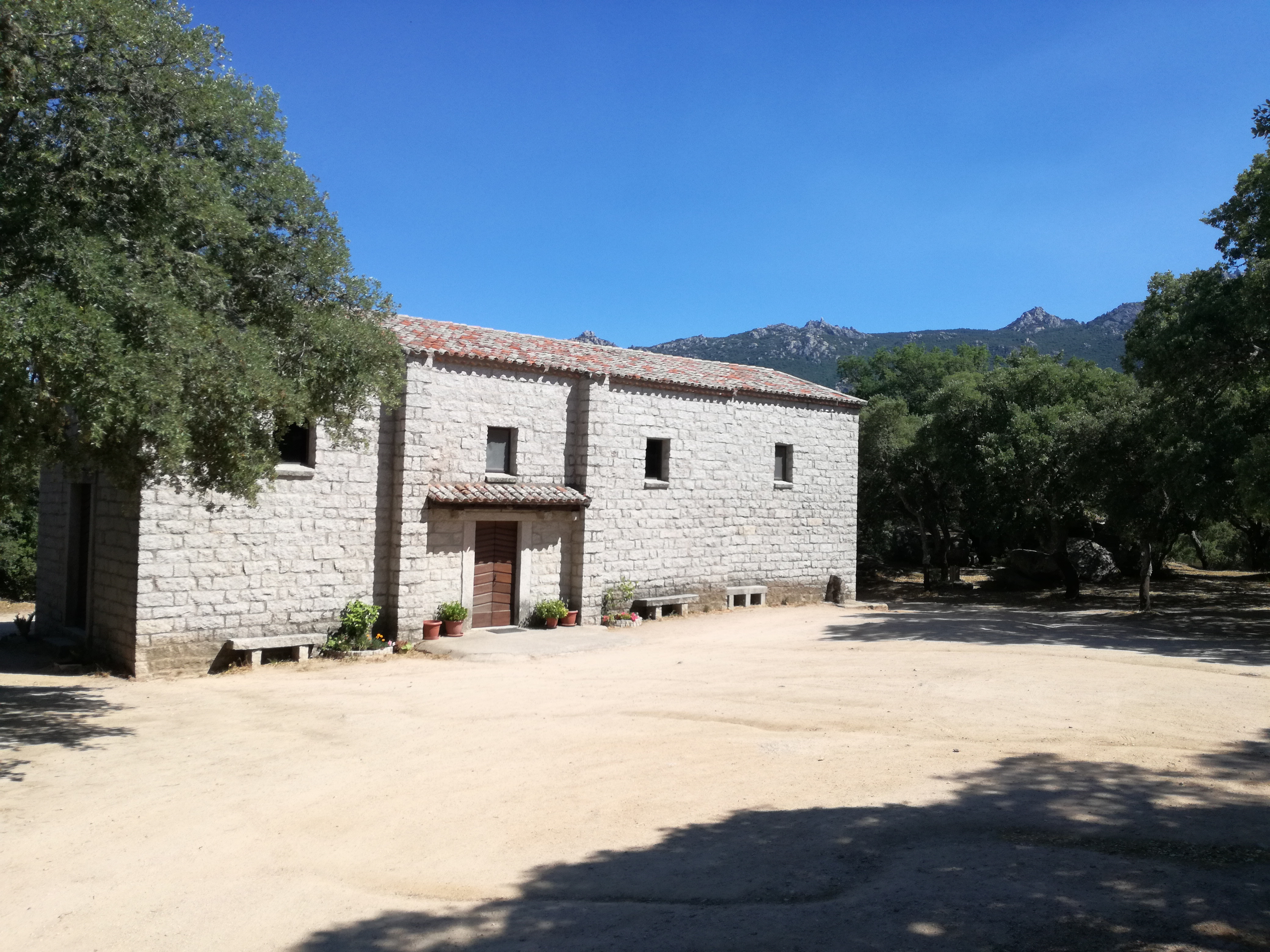
Facciata laterale del santuario.
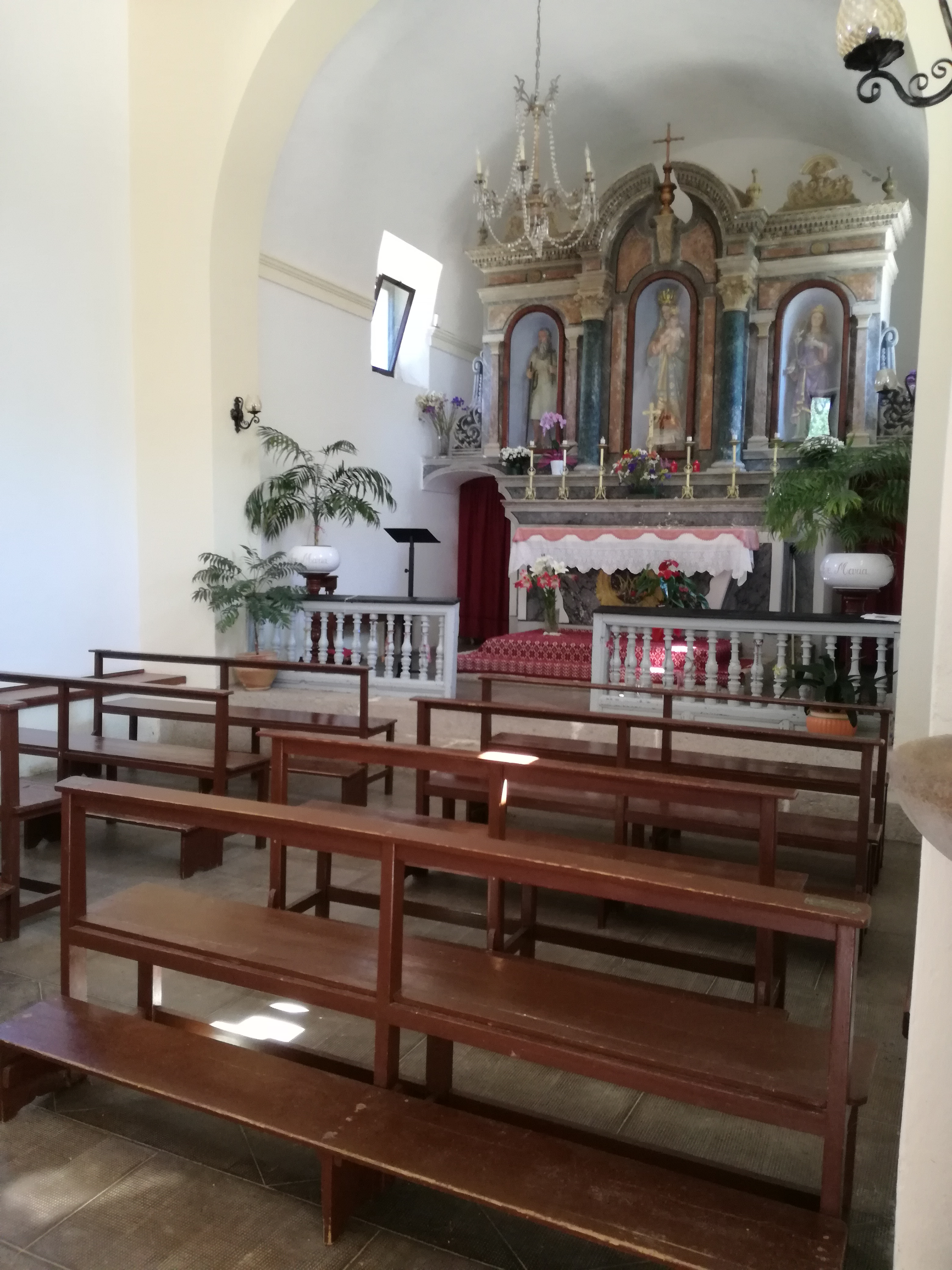
Altare del santuario.